# Cycas pandanifolia
Cycas pandanifolia là một loài thực vật hạt trần trong họ Cycadaceae. Loài này được auct. mô tả khoa học đầu tiên năm 1865.